# Martijn Westerholt
David Martijn Westerholt (Waddinxveen, 30 de março de 1979) é um músico e compositor neerlandês. É mais conhecido como líder e tecladista da banda de metal sinfônico Delain.

## Carreira
Westerholt iniciou sua carreira musical em 1996, ao integrar como tecladista a banda de metal gótico The Portal, cujo nome foi mudado para Within Temptation posteriormente. Durante seus anos no grupo, o músico colaborou nos álbuns Enter (1997) e Mother Earth (2000). No entanto, ele foi forçado a deixar a banda após ser acometido por uma mononucleose infecciosa em 2001, que durou por cerca de quatro anos consecutivos.
Em 2002, ele fundou seu próprio projeto de metal sinfônico Delain, chegando a gravar ainda uma demo intitulada Amenity com alguns músicos locais da cidade de Zwolle no mesmo ano. No entanto, o projeto ficou inativo por algum tempo apesar de Westerholt ainda continuar escrevendo música. Mais tarde em 2005, quando sua saúde já havia melhorado, o músico fez uma participação no álbum A Symphony for the Heartless da banda Infernorama, cujo trabalho também incluía a presença da cantora Charlotte Wessels, que foi convidada por Martijn para se juntar ao Delain como vocalista principal e cocompositora.
A partir desse momento, o projeto tomou forma de banda e obteve um contrato com a gravadora Roadrunner, que lançou seu álbum de estreia Lucidity (2006). O disco, que conteve a participação especial de diversos músicos conhecidos da cena, rapidamente ganhou notoriedade e diversas críticas positivas, proporcionando a produção de mais seis álbuns de estúdio, entre outros lançamentos, sucessivamente.
Em 2021, Westerholt anunciou que havia formado o projeto Eye of Melian, com a participação da finlandesa Johanna Kurkela nos vocais, além de outros músicos. Seu primeiro álbum, Legends of Light (2022), é descrito por ele como "uma trilha sonora de filme, revelando histórias épicas e elegantes na mente do ouvinte".

## Vida pessoal
Westerholt é irmão mais novo do líder e guitarrista do Within Temptation, Robert Westerholt, tornando a cantora Sharon den Adel sua cunhada. Ele também reside na cidade de Zwolle desde 1998, quando iniciou seus estudos em comunicação social pela Universidade de Ciências Aplicadas de Windesheim.[carece de fontes?]

## Discografia

### Within Temptation
- Enter (1997)
- Mother Earth (2000)

### Delain
- Lucidity (2006)
- April Rain (2009)
- We Are the Others (2012)
- The Human Contradiction (2014)
- Moonbathers (2016)
- Apocalypse & Chill (2020)
- Dark Waters (2023)

### Eye of Melian
- Legends of Light (2022)

### Participações
| Ano  | Artista           | Álbum                                          | Faixa              |
| ---- | ----------------- | ---------------------------------------------- | ------------------ |
| 2005 | Infernorama       | A Symphony for the Heartless                   | "The Borders"      |
| 2005 | Within Temptation | The Silent Force Tour                          | "Candles"          |
| 2014 | Within Temptation | Let Us Burn (Elements & Hydra Live in Concert) | "Candles"          |
| 2021 | Snarled           | Kralj Gora                                     | (Múltiplas faixas) |

## Filmografia
| Ano  | Filme                                                       | Personagem | Nota                                  |
| ---- | ----------------------------------------------------------- | ---------- | ------------------------------------- |
| 2015 | Soaring Highs and Brutal Lows: The Voices of Women in Metal | Ele mesmo  | Documentário sobre cantoras de metal. |